# Trinity Thomas
Pour les articles homonymes, voir Thomas (nom de famille).
Trinity Thomas, née le 7 avril 2001 à York en Pennsylvanie, est une gymnaste artistique américaine.

## Biographie
En 2016, Trinity Thomas intègre l'équipe nationale féminine américaine de gymnastique artistique (en)
Lors de l'édition 2018 de la Coupe du monde de gymnastique artistique, se déroulant à Tokyo, elle emporte la médaille d'argent avec une note de 54.533,.
À dix-neuf ans, elle arrive en Floride pour commencer ses études et suit en parallèle son cursus universitaire, une participation à l'équipe universitaire de gymnastique et son parcours en équipe nationale. En 2020, elle est la seule gymnaste américaine à remporter la note maximale de 10.0 dans trois disciplines différentes : poutre, barres asymétriques et sol.
En 2021, à la suite d'une blessure à la cheville, elle annonce qu'elle renonce à participer aux Jeux olympiques de Tokyo et qu'elle quitte l'équipe nationale féminine pour évoluer au niveau local avec l'équipe universitaire des Florida Gators (en).
Lors de l'édition 2022 des National Collegiate Athletic Association de gymnastique, son équipe de Floride arrive deuxième ; à titre personnel, elle réussit à nouveau un score parfait de 10.0 au sol. En 2023, elle a déjà obtenu ce score de 10.0 à dix reprises au sol, trois fois au saut de cheval, quatre fois aux barres asymétriques et trois fois sur la poutre.
En parallèle, elle obtient en avril 2022 sa licence en physiologie appliquée et kinésiologie, et est admise immédiatement à un master en éducation à la santé et comportement.